# Svetlana Selezneva
Svetlana Selezneva (russo:  Светла́на Никола́евна Селезнёва; 1969) é uma matemática russa, professora da Universidade Estatal de Moscou.
Defendeu a tese «Representações polinomiais de funções discretas» para o grau de Doktor nauk (2016).
É autora de três livros e mais de 70 artigos científicos.